# 13650 Perimedes
13650 Perimedes este o planetă minoră (asteroid), cu un diametru de 21,64 km, din Asteroid troian al lui Jupiter. A fost descoperită pe 4 octombrie 1996 la Observatorul European Austral de Eric Walter Elst. 
Obiectul prezintă o orbită caracterizată de o semiaxă mare de 5,2165319 UAi, o excentricitate de 0,098, o înclinație de 10,7108 ° în raport cu ecliptica.